# Mundo Novo (Mato Grosso do Sul)
Mundo Novo, amtlich Município de Mundo Novo, ist eine Stadt im brasilianischen Bundesstaat Mato Grosso do Sul in der Mesoregion Süd-West in der Mikroregion Iguatemi.

## Geografie

### Lage
Die Stadt liegt 473 km von der Hauptstadt des Bundesstaates (Campo Grande) und 1408 km von der Landeshauptstadt (Brasília) entfernt. Sie grenzt an Japorã, Eldorado, Guaíra und Salto del Guairá (Paraguay).

### Gewässer
Die Stadt steht unter dem Einfluss des Rio Paraná und des Rio Iguatemi, dem rechten Nebenfluss des Rio Paraná. Beide Flüsse gehören zum Flusssystem des Río de la Plata.

### Vegetation
Das Gebiet ist ein Teil der Cerrados (Savannen Zentralbrasiliens).

### Klima
In der Stadt herrscht subtropisches Klimas (CFA). Die Regenzeit ist zwischen Oktober und März. Die Jahresniederschlagsmenge variiert von 1400 bis 1700 mm.
Die durchschnittliche Temperatur des kältesten Monats liegt zwischen 14 °C und 15 °C. 

## Verkehr
Die Bundesstraße BR-163 führt durch die Stadt.

## Durchschnittseinkommen und HDI
Das Durchschnittseinkommen lag 2011 bei 15.381 Real, der Index der menschlichen Entwicklung (HDI) bei 0,686.

## Söhne und Töchter der Stadt
- Vintage Culture, eigentlich Lukas Ruiz (* 1993), DJ und Musikproduzent